# マダガスカル島
マダガスカル島（マダガスカルとう、マダガスカル語:Madagasikara）は、アフリカ大陸の南東、インド洋西部に位置する世界第4位の面積を持つ島。全域がマダガスカル共和国の領土となっている。

## 概要
島の面積は、587,041平方キロメートルで、島の広さはグリーンランド島、ニューギニア島、ボルネオ島に次ぎ、世界第4位である。島は南北方向に長く約1600kmで、東西方向で約570km。一番近い大陸であるアフリカ大陸までは、モザンビーク海峡によって隔てられており、その距離は約400kmである。

## 島の形成
島の形成に関しては諸説あるが、もともとがゴンドワナ大陸の一部でありモザンビーク造山帯の造山の影響も受けて現在の形になったという説が有力である。この説によれば、現在のインドとアフリカ大陸に挟まれていた部分が、大陸移動の影響により約6500万年前に分離したと考えられる。
19世紀半ば、イギリスの動物学者フィリップ・スクレーター（1829-1913）は、キツネザルを中心とした原猿類のなかまレミュールが、マダガスカル島およびマダガスカル島から5000kmも離れたスマトラ島やスリランカに生息しているにも拘らず、アフリカ大陸に居ないことに気が付いた。スクレーターは、1864年に Quarterly Journal of Science に発表した論文で、海により隔てられているにもかかわらず、上記レミュール類など哺乳類の分布に共通点を持つマダガスカル島、マスカレーニュ諸島、スリランカ島、スマトラ島を含む広い地域を、レムリア（Lemuria）と呼ぶ、動物分類学上の地域区分のひとつとして位置づけた。スクレーターはレムリアが海中に没した超大陸であるとも考えた。

## 地形と地質
マダガスカル島は、南北に走る中央高原と、東側および西側の平原の三つに分けることができる。中央高原は、2,000m級の山々が存在し、高原で最も高いチャファジャボナは、標高2,643mである。マダガスカルの最高峰は、マロモコトロ山で標高2,876mである。
地質としては先カンブリア時代に形成された花崗岩が島の基盤となっている。サファイアなどの希少鉱物やアンモナイトの化石などが多く発掘される。

## 気候
大まかに区分すると、マダガスカル全土は熱帯に属する。しかし島の中央に位置する高原が風を遮るため、島の東部、中央部、西部で大きく異なる。
冬の間（5月から9月）は島の南東から貿易風が吹き込み、島の東側は降水量が増える。一方で西側は逆に降水がほとんどない。
夏の間（10月から4月）は、アフリカ大陸からの季節風が強くなり、島の西側の降水量が比較的増え、東側は乾燥する。
中央高原は、熱帯山岳気候の特徴を示している。マダガスカルの首都、アンタナナリボは、標高約1300mで、南回帰線より赤道側にあるにもかかわらず冬の間10度を下回ることも珍しくない。
島の東部は、年間の降水量が2000mmから多いところでは3500mmにのぼる。一方、島の西側は乾季と雨季の差が大きく、東側に比べて降水量は少ない。特に西側では南に進むほど降水量は少くなる傾向があり、島北西部では降水量が約1500mmであるが、島南西部では年間500mm程度の場所もある。島の北部にはサイクロンの襲来がある。

## 自然

### 哺乳類
マダガスカル島に住む哺乳類は極めて独特である。サル目内では、真猿類は分布せず原猿類のみ分布する。インドリ、ベローシファカ、キツネザル科、日本では童謡でその名前がよく知られたアイアイ、世界最小の霊長類であるピグミーネズミキツネザルなどで、全原猿類のうち3/4がマダガスカル固有種といわれるほどである。
他にエウプレレス亜科（ジャコウネコ科）、ワオマングース亜科（マングース科）もマダガスカル固有で、テンレック科も多くの構成種がマダガスカル島固有である。
約1,000年前まで存在したとされる3種類のマダガスカルのカバはすべて絶滅している。

### 爬虫類
爬虫類は、300種を超えるものが確認されている。
- カメ目 - リクガメ科（現生種では人為移入されたと考えられているベルセオレガメを除いてヒラオリクガメ属、ホウシャガメ属、ヘサキリクガメ属が固有属＜固有種＞）とヨコクビガメ科（マダガスカルヨコクビガメが固有種）が分布。
- 有鱗目 - カメレオン科は種数の約半数にあたる61種（多くのカルンマカメレオン属、フサエカメレオン属、ヒメカメレオン属の構成種）がマダガスカル島固有種。ヒルヤモリ属やヘラオヤモリ属等の数多くの固有種をみることができる。旧世界では珍しくボア科（サンジニアボア、デュメリルボア、マダガスカルボア）が分布する。一方で、島内には人命に影響をもたらすほどの強い毒を持つヘビは存在しない。
- ワニ目 - ナイルワニ

### 両生類
両生類では120種類に及ぶカエルの存在が確認されている。2009年5月、欧米の研究チームが200種に上る多数の新種を発見したと報じられた。

### 鳥類
鳥類は約200種が確認されており、そのうちの約半数がマダガスカル固有種である。
地球上で最も大きい鳥類に属するエピオルニス（『アラビアンナイト』に登場する怪鳥ロックのモデルとなった）がマダガスカルのみに生息していた。しかし、マダガスカルの人口が増えると、住民の乱獲や環境破壊により遅くとも19世紀初め頃に絶滅している。

### 植物
マダガスカル島には約6000種の植物が確認されており、そのうち約4000種が樹木、その植生も独特である。とくにバオバブは世界で8種類が確認されているが、そのうち6種類がマダガスカル島だけの固有種である。
川の河口付近には、マングローブの森が多く見られる。一方で、島の南西の乾燥地帯には、サボテンのような棘（とげ）を持つ草木の森が広がっている。